# 三月坪街道
三月坪街道是中华人民共和国江西省吉安市永新县下辖的一个街道办事处。

## 行政区划
三月坪街道下辖以下村级行政区划单位：
永新县综合垦殖场虚拟生活区。